# Nyuruk
Nyuruk is een bestuurslaag in het regentschap Belitung Timur van de provincie Bangka-Belitung, Indonesië. Nyuruk telt 2861 inwoners (volkstelling 2010).